# Juliana Morell
Juliana Morell o Morella, (Barcelona, 16 de febrero de 1594-Aviñón, 26 de junio de 1653) fue una políglota, poetisa, humanista y monja dominica española de expresión francesa. En 1608 se doctoró en leyes summa cum laude. 

## Vida
Hija de descendientes de judíos conversos, perdió a su madre cuando contaba dos o tres años de edad. Superdotada, aprendió a leer y escribir a los cuatro años con suma facilidad con los frailes dominicos de Barcelona, quienes declararon que ya no podían enseñarle nada más. A los siete años sabía ya catalán, español, latín, griego y hebreo. A los doce dominaba al menos el francés, italiano, el árabe y el siriaco. A los diecisiete hablaba, leía y escribía en catorce idiomas.
Su padre, Joan Antoni Morell, un conocido banquero y hombre culto, se vio implicado en un homicidio y huyó con ella, que por entonces contaba siete u ocho años, a Lyon, donde su hija se siguió educando añadiendo a sus saberes Filosofía, Matemáticas, Derecho civil y canónico, Astronomía, Física y Música. Llegó a dominar instrumentos como el órgano y el arpa.
En 1606 o 1607, cuando contaba doce o trece años, defendió unas tesis cum Logicas tum Morales dedicadas a Margarita de Austria, reina de España, y en 1608 recibió el grado de doctora summa cum laude  en Aviñón, adonde se había trasladado con su padre y que por entonces formaba parte de los Estados Pontificios; protegida por la condesa de Comté y huyendo del matrimonio que le preparaba su padre, entró en el convento dominico de San Práxedes de Aviñón como novicia. Hizo los votos finales el 20 de junio de 1610. A los tres años ya era priora, y lo fue otras dos veces más; en ese convento pasó el resto de su vida hasta su muerte en 1656 y allí está enterrada.
Cuenta con una biografía, o más bien una hagiografía, por parte de Gabriela de Vellay, escrita en 1662. La alaban Lope de Vega en la segunda silva de su Laurel de Apolo y Benito Jerónimo Feijoo entre otros muchos. 
La Biblioteca de Fondo Antiguo de la Universidad de Barcelona conserva algunas obras que formaron parte de la biblioteca personal de Morelly algunos ejemplos de las marcas de propiedad que identificaron sus libros a lo largo de su vida.

## Obra
Morell Tradujo del latín al francés varias obras de san Vicente Ferrer comentándolas, en concreto la Vita Spiritualis (Lyon, 1617; París, 1619) con el título Traité de la vie spirituelle par S. Vincent Ferrier de l’Ordre de S. Dominique, traduit de Latin en Francez avec des remarques &annotations sur chaque chapitre; unos Exercices spirituales sur l’éternité, avec quelques autresméditations de divers sujets,& un petit exercice préparatoire pour la sante profession (Aviñón, 1637); una traducción al francés de la Regla de San Agustín con varios comentarios y observaciones con el propósito de instruir (La regle de S. Agustín traduite en François, enrichie de diverses explications & remarques pour servir d’istruction, Avigon, 1680) que incluye como apéndice una biografía de la autora por parte de Marie de Beauchamp; una Histoire du retablissement & de la reforme de son monastere desante Praxede, avec les vies de quelques religieuses du dit monastere decedées de sontemps en opinión de vertu, manuscrita, y poemas en latín y francés conservados principalmente en forma manuscrita, así como también textos en prosa como la «Oración recitada ante Paulo V», que será impresa y fue probablemente su tesis doctoral leída en Aviñón ante el papa.

## Reconocimientos
- Juliana Morell, juntamente con Teresa de Jesús y Ia reina Isabel II de España, son las tres únicas mujeres que aparecen citadas en el paraninfo de la Universidad de Barcelona.[4]
- Ha sido homenajeada en el callejero de ciudades como Tarrasa y Barcelona.[1]